# Doruk Pehlivan
Doruk Pehlivan (Ankara, 10 de julio de 1998) es un jugador de balonmano turco que juega de lateral izquierdo en el HC Elbflorenz alemán. Es internacional con la selección de balonmano de Turquía.

## Palmarés

### Vive Kielce
- Liga de Polonia de balonmano (1): 2020

## Clubes
| Club                    | País     | Año         |
| ----------------------- | -------- | ----------- |
| Maliye Piyango SK       | Turquía  | 2017 - 2018 |
| Fivers Margareten       | Austria  | 2018 - 2019 |
| Vive Kielce             | Polonia  | 2019 - 2023 |
| TSV GWD Minden (cedido) | Alemania | 2020 - 2023 |
| HC Elbflorenz           | Alemania | 2023 - Act. |